# Acalypha pilocardia
Acalypha pilocardia là một loài thực vật có hoa trong họ Đại kích. Loài này được Gilli mô tả khoa học đầu tiên năm 1981.